# ام‌بلک
ام‌بلک (کره‌ای: 엠블랙، ژاپنی: エムブラック; مخفف موسیقی سرزنده پسران با کیفیت مطلق) یک گروه پسر کره جنوبی است که توسط خواننده کره جنوبی رین تحت J. Tune Camp ایجاد شده است. این گروه متشکل از سونگهو، جی‌او و میر و قبلاً لی جون و تندر هستند. این گروه در 15 اکتبر 2009 در کنسرت Rain's Legend of Rainism شروع به کار کرد.